# Draba stylaris
Draba stylaris là một loài thực vật có hoa trong họ Cải. Loài này được J.Gay ex W.D.J.Koch mô tả khoa học đầu tiên năm 1843.